# Family Circle Cup 1981
Family Circle Cup 1981 — жіночий тенісний турнір, що проходив на відкритих кортах з ґрунтовим покриттям Sea Pines Racquet Club у Гілтон-Гед-Айленді (США). Належав до серії Avon Championships World Championship 1981. Турнір відбувся вдев'яте і тривав з 7 квітня до 12 квітня 1981 року. Перша сіяна Кріс Еверт здобула титул в одиночному розряді й отримала за це 30 тис. доларів США.

## Фінальна частина

### Одиночний розряд
Кріс Еверт —  Пем Шрайвер 6–3, 6–2
- Для Еверт це був 3-й титул в одиночному розряді за сезон і 104-й — за кар'єру.

### Парний розряд
Розмарі Касалс /  'Венді Тернбулл —  Міма Яушовец /  Пем Шрайвер 7–5, 7–5

## Розподіл призових грошей
| Дисципліна       | П       | F       | 3-тє   | 4-те   | ЧФ     | 1/8    | 1/16 | 1/32 |
| Одиночний розряд | $30,000 | $15,000 | $7,600 | $7,200 | $3,260 | $1,625 | $800 | $350 |